# Flordimar
Der Flordimar ist ein spätmittelalterlicher Roman, der nur im Buch der Abenteuer des Ulrich Füetrer überliefert ist. Er steht dort mit weiteren teils nur dort überlieferten Texten (Poytislier, Seifrid) im zweiten Teil, dem annder púech.

## Inhalt
Flordimar, Sohn von König Theangeloys von Thalimone und dessen Frau Weatreis, will sich von seinem Vater nicht eher zum Ritter schlagen lassen, bis er nicht den nötigen Ruhm erworben hat. Zu diesem Zweck reist er an den Artushof und führt sich ein, indem er sechs Artusritter beim Tjosten besiegt (darunter Keie, Kalogrenant und andere). Als ihm schließlich Artus selbst entgegentreten will, will Flordimar nicht gegen ihn kämpfen und stellt sich in seine Dienste.
Fortan erlebt er verschiedene Aventiuren, befreit Geiseln und Jungfrauen, kämpft gegen Riesen und Zwerge, besiegt Raubritter und einen Drachen. Er gewinnt in dem besiegten Riesen Parfilot einen wertvollen Verbündeten, mit dessen Hilfe er an der Seite des Königs Welot den für den Drachen und andere Unwesen verantwortlichen Mordagorat und dessen böses Hexenweib besiegen und das von beiden terrorisierte Land endgültig befreien kann. Daraufhin bietet ihm Welot sein Land zu Eigen und seine Tochter zur Frau an, was Flordimar jedoch ablehnt. Er eilt stattdessen der schönen Wellabone zur Hilfe, deren Land von dem Heidenkönig Gerwollt belagert wird, besiegt auch diesen und gewinnt so endlich Land und Frau.
Alle besiegten Gegner und auch König Welot werden an den Artushof gesandt, um von Flordimars Überlegenheit Bericht zu erstatten; er selbst reist für die Hochzeit mit Wellabone ebenfalls nach Britannien zurück.

## Verhältnis zu anderen Texten
Es gibt einige inhaltliche Elemente, die der Flordimar mit anderen Texten, vor allem der Sammelhandschrift Buch der Abenteuer teilt. So kommt zum Beispiel ein Tugendstein vor, der im Buch der Abenteuer ebenfalls im auf dem Wigalois des Wirnt von Gravenberg basierenden Wigoleis, sowie im Poytislier und im Melerans vorkommt. Der Stein erlaubt nur dem makellosen, absolut tugendhaften Ritter ihn zu berühren. Eine Probe, die alle Protagonisten, die auf ihn stoßen bestehen.
Insbesondere mit dem Wigoleis gibt es noch weitere Übereinstimmungen, die sich zum Teil in einer beinahe identischen Wortwahl in einigen Passagen zeigen. Einige Beispiele (zitiert in der frühneuhochdeutschen Originalsprache des Textes) sind:
| Flordimar                                    | Wigoleis                                       |
| -------------------------------------------- | ---------------------------------------------- |
| 5454, 5 ff.                                  | 3138, 1 ff.                                    |
| do zaichnet er sich mit dem fronen krewtze   | Er sach des wurmes scheutze                    |
| vor disem valannd ungefúeg,                  | und sein aislichen plick.                      |
| dar ab ain praites her möcht nemen schewtze. | mit dem heyligen crewtze                       |
|                                              | vor disem wunder segnet er sich dick, [...]    |
| 5459, 1 ff.                                  | 3158, 5 ff.                                    |
| Do húeb er an zw gellsen                     | da von er liess ain schray mit sölchem gelsen, |
| mit lautt ain sollichen schray,              | das di pewm gar erwagten                       |
| da möchten perg unnd vellsen                 | und sam zerreissen wolten perg und velsen.     |
| geprochen sein von disem don entzway.        |                                                |

Die Stellenangabe ist „Strophe Buch der Abenteuer, Vers“ zu lesen